# 宇草孔基
宇草 孔基（うぐさ こうき、1997年4月17日 - ）は、東京都墨田区出身のプロ野球選手（外野手）。右投左打。広島東洋カープ所属。

## 経歴

### プロ入り前
墨田区立向島中学校卒。墨田リトルリーグ、シニアを経て常総学院高等学校に入学。在学中の2015年には第87回選抜高等学校野球大会に出場し準々決勝に進出、2015 WBSC U-18ワールドカップに出場するU-18代表に選出された。法政大学進学後3年生の秋季にレギュラーとなり、4年生の春季にはベストナインに選出、第43回日米大学野球選手権大会にも選出されている。高校・大学の1年後輩に鈴木昭汰がいる。
2019年10月17日に行われたドラフト会議で広島東洋カープから2位指名を受け、11月19日に契約金8000万円、年俸1200万円（金額は推定）で入団に合意した。背番号は38。

### 広島時代
2020年は、8月9日の二軍・阪神戦（由宇球場）でサイクル安打を達成した（ウエスタン・リーグ史上14人目）。10月6日の一軍初昇格から13試合で打率.256、3打点、3盗塁の成績を残した。10月21日の阪神タイガース戦で青柳晃洋から右足に死球を受け途中交代し、翌10月22日に右腓骨骨折の手術を行った。
2021年は、4月30日の二軍・阪神戦に2番・左翼手で先発出場し、3回裏にソロ本塁打を放つなどの活躍を見せ、実戦復帰を果たす。5月18日に一軍昇格を果たすと、6月5日の東北楽天ゴールデンイーグルス戦で、2回裏に田中将大からプロ初本塁打を放つ。しかし徐々に調子を落とし、7月2日に登録抹消。後半戦の10月5日に一軍再昇格を果たすと、1番・中堅手に定着し、リードオフマンとしての仕事を果たした。オフの11月4日に右腓骨固定プレート除去手術を行った。11月18日、100万円増となる推定年俸1200万円で契約を更改した。
2022年は、6月22日の対阪神戦（マツダスタジアム）で4-4の同点で迎えた延長11回二死無走者の打席でラウル・アルカンタラから自身初のサヨナラ本塁打を放った。しかし、一軍定着とはならず、45試合の出場で打率.205、1本塁打、6打点だった。
2023年は、プロ入り後初めて一軍出場が無かった。二軍成績は打率.210（166打席33安打）、1本塁打、11打点だった。
2024年は、ウエスタン・リーグでの好調を受け4月9日に一軍昇格すると、4月20日の対読売ジャイアンツ戦（マツダスタジアム）で2年ぶりの本塁打を代打で放ち、4月23日の対東京ヤクルトスワローズ戦、4月27日の対中日ドラゴンズ戦でも本塁打を記録し、1週間で3本塁打の活躍を見せた。7月3日の試合後に腰痛を訴え、翌4日に一軍登録を抹消された。

## 選手としての特徴・人物
俊足巧打が魅力の外野手。打撃では積極性があり、パンチ力も秘める。30m走では3秒98を、50m走では5秒8を記録し、全力疾走を心掛けている。
愛称は「ウグ」。
広島入団後につける背番号38について「赤松（真人）さんがつけられていた番号。僕も泥のようにして食らいついていきたいです」と語っている。

## 詳細情報

### 年度別打撃成績
| 年 度     | 球 団     | 試 合 | 打 席 | 打 数 | 得 点 | 安 打 | 二 塁 打 | 三 塁 打 | 本 塁 打 | 塁 打 | 打 点 | 盗 塁 | 盗 塁 死 | 犠 打 | 犠 飛 | 四 球 | 敬 遠 | 死 球 | 三 振 | 併 殺 打 | 打 率 | 出 塁 率 | 長 打 率 | O P S |
| --------- | --------- | ----- | ----- | ----- | ----- | ----- | -------- | -------- | -------- | ----- | ----- | ----- | -------- | ----- | ----- | ----- | ----- | ----- | ----- | -------- | ----- | -------- | -------- | ----- |
| 2020      | 広島      | 13    | 47    | 43    | 5     | 11    | 1        | 1        | 0        | 14    | 3     | 3     | 2        | 0     | 0     | 3     | 0     | 1     | 7     | 0        | .256  | .319     | .326     | .645  |
| 2021      | 広島      | 43    | 158   | 148   | 18    | 43    | 7        | 1        | 4        | 64    | 14    | 6     | 5        | 1     | 0     | 6     | 0     | 3     | 42    | 1        | .291  | .331     | .432     | .764  |
| 2022      | 広島      | 45    | 98    | 88    | 6     | 18    | 2        | 0        | 1        | 23    | 6     | 0     | 1        | 1     | 0     | 4     | 0     | 5     | 23    | 2        | .205  | .278     | .261     | .540  |
| 2024      | 広島      | 41    | 75    | 66    | 10    | 16    | 2        | 0        | 3        | 27    | 8     | 3     | 1        | 3     | 0     | 4     | 0     | 2     | 22    | 1        | .242  | .306     | .409     | .715  |
| 通算：4年 | 通算：4年 | 142   | 378   | 345   | 39    | 88    | 12       | 2        | 8        | 128   | 31    | 12    | 9        | 5     | 0     | 17    |       | 11    | 94    | 4        | .255  | .311     | .371     | .682  |

- 2024年度シーズン終了時

### 年度別守備成績
| 年 度 | 球 団 | 外野  | 外野  | 外野  | 外野  | 外野  | 外野     |
| 年 度 | 球 団 | 試 合 | 刺 殺 | 補 殺 | 失 策 | 併 殺 | 守 備 率 |
| ----- | ----- | ----- | ----- | ----- | ----- | ----- | -------- |
| 2020  | 広島  | 13    | 18    | 1     | 1     | 0     | .950     |
| 2021  | 広島  | 52    | 95    | 2     | 2     | 0     | .980     |
| 2022  | 広島  | 23    | 24    | 2     | 0     | 0     | 1.000    |
| 2024  | 広島  | 24    | 0     | 0     | 0     | 1     | 1.000    |
| 通算  | 通算  | 112   | 137   | 5     | 3     | 1     | .979     |

- 2024年度シーズン終了時

### 表彰
- 月間サヨナラ賞：1回（2022年6月）

### 記録
初記録
- 初出場・初先発出場：2020年10月6日、対阪神タイガース18回戦（MAZDA Zoom-Zoom スタジアム広島）、1番・左翼手で先発出場
- 初打席：同上、1回裏に青柳晃洋から二ゴロ
- 初安打：同上、5回裏に青柳晃洋から左越二塁打
- 初盗塁：同上、7回裏に二盗（投手：桑原謙太朗、捕手：坂本誠志郎）
- 初打点：2020年10月9日、対東京ヤクルトスワローズ18回戦（MAZDA Zoom-Zoom スタジアム広島）、8回裏に清水昇から二ゴロの間に記録
- 初本塁打：2021年6月5日、対東北楽天ゴールデンイーグルス2回戦（MAZDA Zoom-Zoom スタジアム広島）、2回裏に田中将大から中越ソロ

### 背番号
- 38（2020年 - ）

### 登場曲
- 「Mental Health～僕たちの｢サイコー！｣ソング～」Zebrahead（2020年）
- 「涙の海で抱かれたい 〜SEA OF LOVE〜」サザンオールスターズ（2020年）
- 「スマイル」森七菜（2020年）
- 「Make you happy」NiziU（2020年）
- 「裸足の女神」B’z（2021年 - ）
- 「ロード」THE 虎舞竜（2021年 - ）
- 「マル・マル・モリ・モリ!」薫と友樹、たまにムック。（2021年 - ）